# Henryk Jarecki
Henryk Jarecki (* 6. Dezember 1846 in Warschau; † 18. Dezember 1918 in Lemberg) war ein polnischer Komponist, Dirigent und Musikpädagoge.

## Leben
Jarecki war der Sohn des Organisten und Komponisten Józef Jarecki, von dem er seine erste musikalische Ausbildung erhielt. Später studierte er acht Jahre in Warschau bei Stanisław Moniuszko. Ab 1858 gehörte er zum Ensemble des Teatr Wielki, zunächst als Chorsänger, 1864 bis 1871 als Kontrabassist. 1870 leitete er eine Aufführung von Moniuszkos Messe in der Sankt-Annen-Kirche.
Im Januar 1872 wurde er Dirigent am Polnischen Theater in Posen. Auf Moniuszkos Empfehlung erhielt er aber schon zwei Monate später die Stelle des Zweiten Kapellmeisters am Skarbek-Theater in Lemberg. 1877 wurde er Erster Kapellmeister. Nach einem Zerwürfnis mit dem Direktor des Theaters, Adam Miłaszewski, ging er 1882 nach Paris. Dort führte er mit dem Orchestre Pasdeloup seine Ouvertüre Balladyna auf. Als 1883 Jan Dobrzański die Leitung des Skarbek-Theaters übernahm, kehrte er dorthin zurück.
Neben den eigenen Opern führte Jarecki an diesem Haus etliche Operetten, sechsundzwanzig Opern ausländischer Komponisten (darunter Richard Wagners Tannhäuser, Lohengrin und Rienzi) sowie Opern polnischer Komponisten, darunter Duch wojewody von Ludwik Grossman, Don Desiderio von Józef Michał Poniatowski sowie Konrad Wallenrod und Goplana von Władysław Żeleński auf. Unter seiner Leitung debütierten in Lemberg Sänger wie Alexander von Bandrowski, Władysław Floriański, Marcelina Sembrich-Kochańska, Salome Kruschelnytska und Janina Korolewicz-Waydowa.
Eine Stelle als Zweiter Dirigent des Lemberger Philharmonieorchesters, die ihm 1902 übertragen wurde, musste Jarecki nach wenigen Wochen aus gesundheitlichen Gründen aufgeben, er leitete das Orchester nur gelegentlich bei der Aufführung eigener Werke. In seinen späteren Jahren betätigte er sich als Musikpädagoge. 
Neben sechs Opern komponierte Jarecki kirchenmusikalische Werke, Chorwerke und Lieder auf Texte von Dichtern wie Adam Mickiewicz, Juliusz Słowacki, Adam Asnyk, Jan Kochanowski und Stanisław Wyspiański.